# Hôn

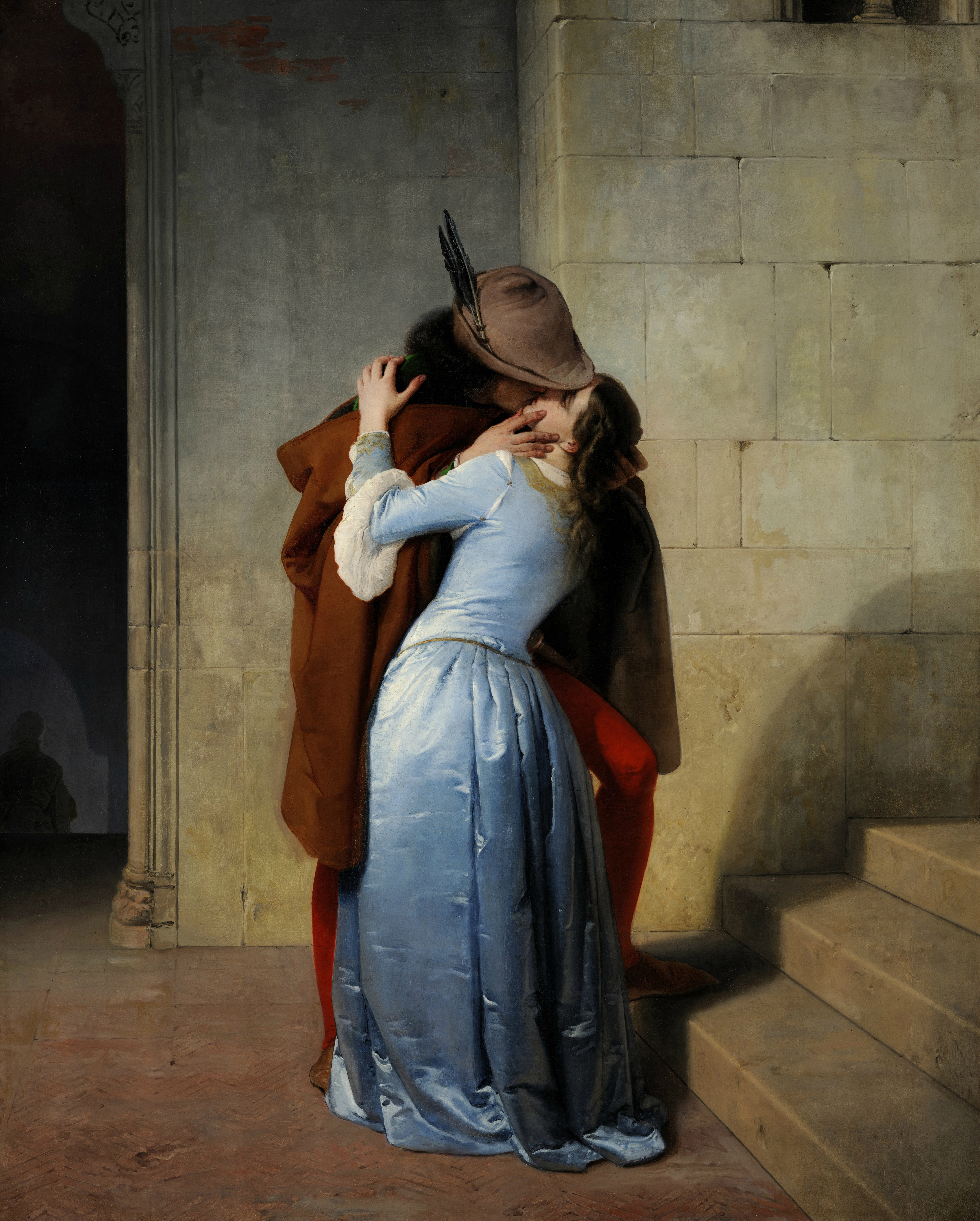
"Nụ hôn",
tranh của Francesco Hayez

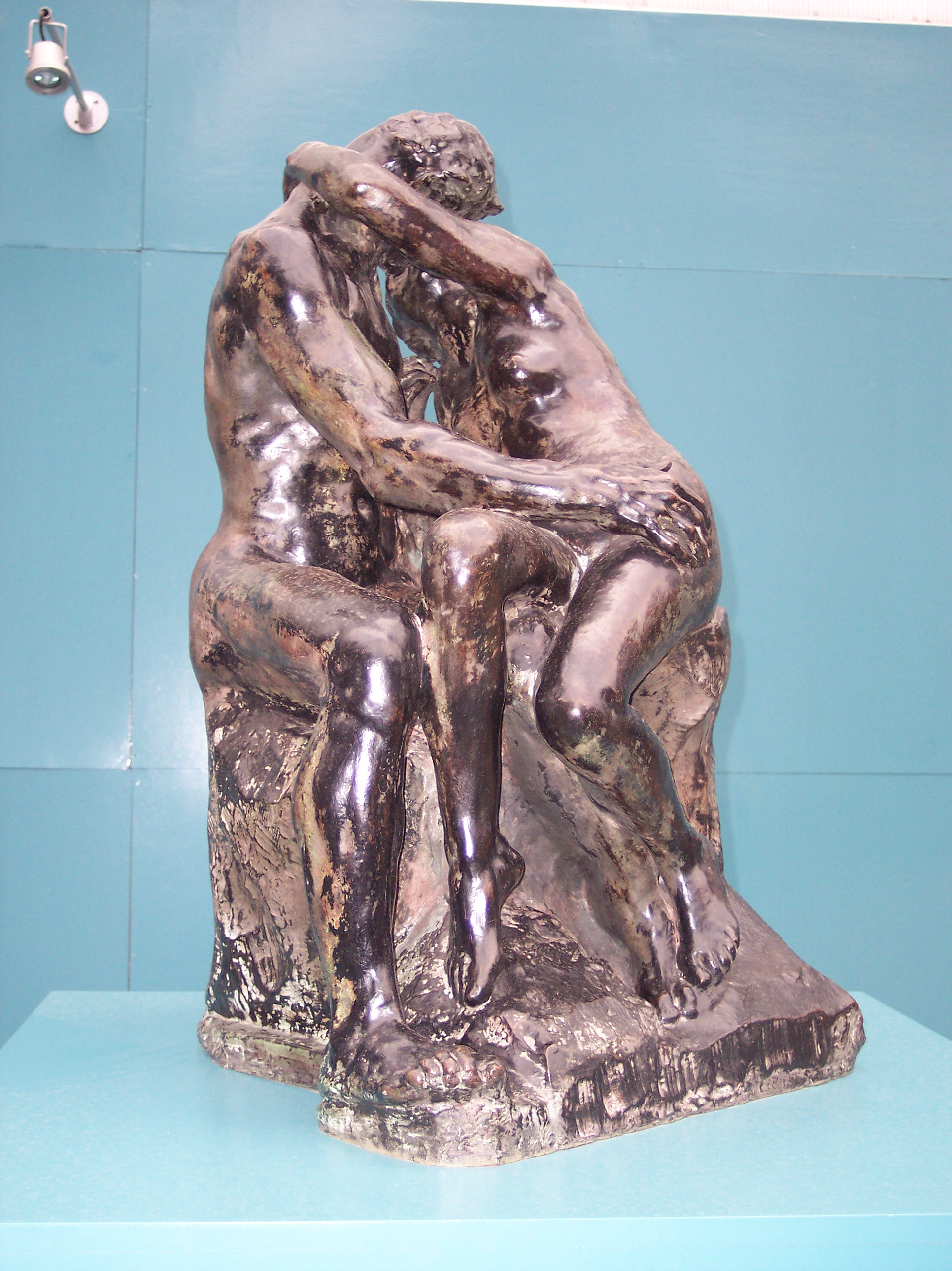
"Nụ hôn",
tượng của Auguste Rodin

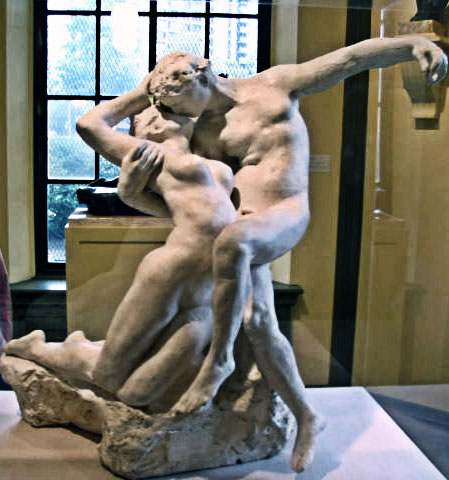
Nụ hôn Philadelphia:
"Mùa xuân vĩnh cửu"

Hôn, còn gọi là hun, thơm, mi, môi chạm môi (nếu hai môi đụng vào nhau), nụ hôn là một hành động mà một người dùng đôi môi của mình để chạm vào một vật khác hoặc môi của người khác. Hôn thường là cử chỉ thể hiện tình cảm, và hai đôi môi cùng hôn nhau là biểu tượng của tình yêu.
Hôn được xuất hiện từ rất lâu về trước, nhưng không biết rõ cụ thể về mặt thời gian chính xác. Khi con người có nhận thức về mặt tình cảm, biết hát, biết hy sinh vì tình yêu thì họ biết hôn. Họ hôn những người họ tôn trọng và yêu quý để thể hiện tấm lòng của mình. Hôn có thể để diễn tả sự kính trọng, lòng biết ơn, thương mến hoặc tình cảm nam nữ.

## Các loại hôn
Có nhiều loại hôn, chủ yếu được phân theo vị trí hôn. Phổ biến của hình thức hôn là hôn môi (còn gọi là nụ hôn), hôn má (còn gọi là thơm, chụt), hôn trán, hôn tay (thường là bày tỏ sự tôn trọng, nâng niu) hoặc hôn vào các chỗ nhạy cảm khi đang quan hệ tình dục như hôn ngực (vú), hôn cổ, gáy, bụng, đùi và hôn vào bộ phận sinh dục... Ngoài ra hôn còn phân ra theo kiểu thực hành, như hôn gió (hôn môi xa), hôn kêu, hôn nhẹ, hôn sâu, hôn thắm thiết, hôn nồng thắm mãnh liệt...

## Sử dụng và ý nghĩa
Trong thực tế có rất nhiều cách hôn khác nhau.
Đặc biệt là trong tình yêu, đối với một số người, hôn như thế nào chính là thể hiện phần lớn tình yêu của họ dành cho người yêu của mình. Một số người thích cách hôn mạnh mẽ, say đắm, ướt át. Họ coi việc hôn như vậy là thể hiện tình cảm của mình dành cho người yêu hết sức mãnh liệt, tình yêu sâu đậm. Ngược lại một số người yêu nhau lại thích những nụ hôn nhẹ nhàng. Hôn là một trong những biểu hiện của đời sống tình dục con người. Tuy nhiên hiện nay, theo giới y khoa, việc hôn cũng sẽ truyền theo các loại bệnh truyền nhiễm cho người được hôn hoặc truyền ngược lại người chủ động hôn.
Ngoài ra có cả hôn tay, hôn xã giao (chạm má),.. để thể hiện lòng tôn trọng với người đối diện.

## Giải thưởng hôn
Người ta thường tổ chức các cuộc thi hôn lâu nhất, và có người đã hôn lâu hơn cả một ngày trời. Đồng thời cũng có các giải thưởng trao cho các cảnh phim hôn lãng mạn nhất, thật nhất...

## Bức ảnh nổi tiếng

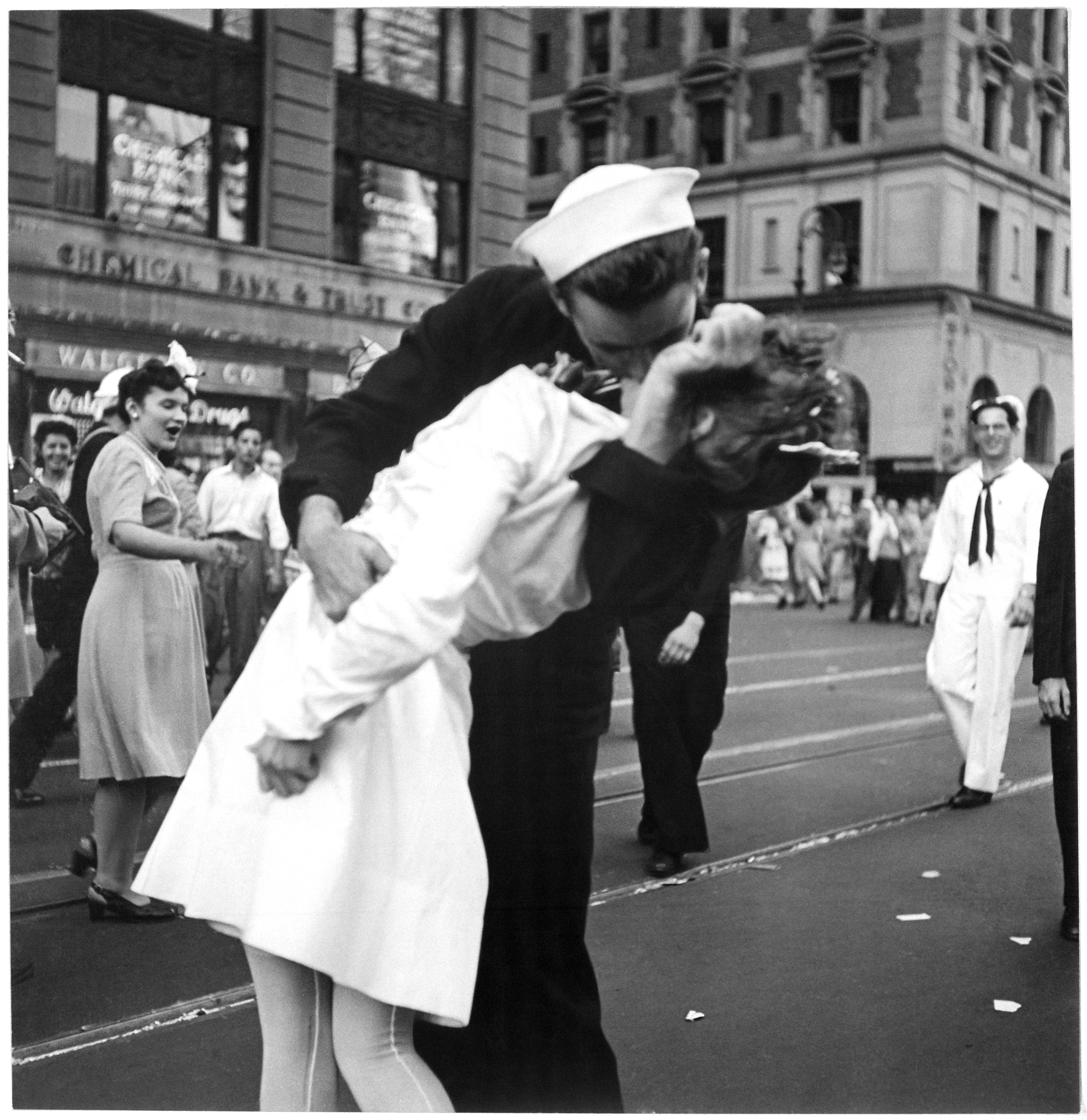
Bức ảnh "Nụ hôn tiễn biệt chiến tranh" của Victor Jorgensen cùng ngày hôm đó tại Quảng trường Thời đại, đăng trên The New York Times

Bức ảnh nổi tiếng về nụ hôn là chụp một người lính thủy hôn nữ y tá tại quảng trường Thời đại ở New York vào ngày Phát xít Nhật đầu hàng Đồng Minh (V-J Day - 14 tháng 8 năm 1945).  Vào cuối thập kỷ 70 thế kỷ trước, Edith Cullen Shain đã viết cho Eisenstaedt:
| “ | Tôi bây giờ đã 60-thật vui khi thừa nhận rằng tôi chính là cô y tá trong bức ảnh nổi tiếng của ông "Nụ hôn kỷ niệm chiến thắng Nhật Bản của một chàng thủy thủ cuồng nhiệt với một cô y tá..." Lúc đó tôi vừa ra khỏi bệnh viện Bác sĩ ở New York và dự định tham gia vào lễ kỷ niệm nhưng các thủy thủ và binh lính cuồng nhiệt đã kéo tôi trong ga tiếp theo của tàu điện ngầm | ” |

Bà còn kể rằng, lúc đó rất nhiều người đã hôn bà. Ngày 20 tháng 6 năm 2010, người phụ nữ trong bức ảnh này đã qua đời ở tuổi 91 do ung thư gan.
Cuốn sách xuất bản năm 2012 của Verria và Galdorisi về danh tính của những người trong bức ảnh cho rằng Shain không thể là người phụ nữ đó vì chiều cao chỉ 4 ft 10 in (1,47 m) của cô không đủ để so với chiều cao của bất kỳ người đàn ông nào tự nhận là người thủy thủ trong ảnh.